# Lecanemab
Lecanemab (Handelsname: Leqembi) ist ein Anti-Amyloid-Antikörper zur Behandlung der Alzheimer-Krankheit, der gemeinsam von Biogen und Eisai entwickelt wurde. Das Medikament wurde 2023 in den USA und 2025 in der EU zugelassen.
Es handelt sich um eine humanisierte Version des Maus-Antikörpers mAb158, der Protofibrillen erkennt und die Ablagerung von Beta-Amyloid in Tiermodellen der Alzheimer-Krankheit verhindert. Der Antikörper vom Typ Immunglobulin-G1κ (IgG1κ) wird in einer Ovarialzelllinie des Chinesischen Zwerghamsters (CHO-Zellen) hergestellt.

## Zulassung

### Europäische Union
Der Ausschuss für Humanarzneimittel (CHMP) der Europäischen Arzneimittel-Agentur empfahl im Juli 2024 zunächst, Lecanemab nicht zuzulassen, und begründete dies mit einem geringen klinischen Nutzen, der das Risiko von Nebenwirkungen nicht aufwiege. Insbesondere Amyloid-assoziierte Bildgebungsanomalien (ARIA), also Schwellungen und Blutungen im Gehirn, sprächen gegen eine Empfehlung. Der Hersteller Eisei beantrage daraufhin beim CHMP eine erneute Prüfung der Studiendaten, woraufhin dieser im November 2024 eine eingeschränkte Zulassung des Medikaments für Patienten mit leichter kognitiver Beeinträchtigung oder leichter Demenz infolge der Alzheimer-Krankheit empfahl. Voraussetzung für die Anwendung ist, dass bei den Behandelten kein oder nur ein Allel von Apolipoprotein E ε4 (ApoE4) vorliegt, womit ein geringeres Risiko für das Auftreten von Amyloid-assoziierten Bildgebungsanomalien einhergeht. Patienten, die Antikoagulation („Blutverdünner“) erhalten, dürfen nicht mit Lecanemab behandelt werden. Die Europäische Kommission ließ sich das CHMP-Gutachten hinsichtlich der Sicherheit des Arzneimittels erneut bestätigen und erteilte am 15. April 2025 die Zulassung.
Die Marktverfügbarkeit von Lecanemab wird einige Monate nach Zulassung erwartet.

### Vereinigtes Königreich
Im August 2024 erteilte die Medicines and Healthcare products Regulatory Agency (MHRA) die Zulassung für England, Schottland und Wales. Aufgrund des ARIA-Risikos darf das Medikament bei Patientinnen und Patienten mit zwei Kopien des ApoE4-Allels nicht verwendet werden. Diese erkranken statistisch häufiger und früher an Alzheimer, weisen jedoch unter Lecanemab-Therapie auch besonders häufig ARIA auf. Laut MHRA überwiege bei diesen Personen das Risiko den Nutzen, vor Beginn einer Therapie wird eine genetische Testung empfohlen. Auch bei Patienten unter Antikoagulation („Blutverdünnung“) darf Lecanemab nicht eingesetzt werden.
Der englische Zweig des staatlichen Gesundheitssystems National Health Service (NHS) kündigte an, die Kosten für eine Behandlung nicht zu übernehmen, da laut Leitlinienentwurf des National Institute for Health and Care Excellence der geringe Nutzen die Behandlungskosten nicht rechtfertige.
Die Zulassung für Medikamente in Nordirland erfolgt gemäß Nordirlandprotokoll auch nach dem Brexit über die EMA.

### Vereinigte Staaten
Im Juli 2022 hatte die US-Arzneimittelbehörde FDA einen Antrag auf beschleunigte Zulassung von Lecanemab akzeptiert und ihm den Status der vorrangigen Prüfung gewährt. Im September 2022 gab Biogen positive Ergebnisse einer laufenden klinischen Phase-3-Studie bekannt. Das Medikament wurde im Januar 2023 von der amerikanischen Arzneimittelbehörde FDA in einem beschleunigten Verfahren vorläufig zugelassen. Im Juli 2023 erfolgte die uneingeschränkte Zulassung, nachdem ein Beratungsausschuss der FDA im Vormonat einstimmig den klinischen Nutzen von Lecanemab bestätigt und die uneingeschränkte Zulassung zur Behandlung der Alzheimer-Krankheit empfohlen hatte.

### Weitere
Laut Eisai und Biogen wird das Medikament mit Stand Juli 2024 neben den USA in China und Japan vertrieben. Zudem sei es in Hongkong, Israel, Japan und Südkorea zugelassen.